# Революция через социальные сети
«Революция через социальную сеть» (бел. Рэвалюцыя праз сацыяльную сетку) или акции «молчаливого» протеста — название серии гражданских акций протеста в Беларуси, вызванных недовольством части населения действиями руководства страны, привёдшими к финансовому кризису, девальвации белорусского рубля и резкому скачку цен. Акции протеста организовывались инициативными группами через социальные сети ВКонтакте и Facebook. Суть акций заключалась в том, что их участники регулярно собирались в центре белорусских городов, не скандируя никаких лозунгов, призывов или требований, лишь аплодируя время от времени, выражая протест таким образом. Первая акция прошла 8 июня 2011 года, в среду, около 19:00. Последующие акции проходили каждую среду. Исключением стала акция, проводимая на 3 июля, в День независимости Республики Беларусь. Лозунг акции: «Лучше умереть стоя, чем жить на коленях».

## Хроника

### 8 июня
8 июня состоялась первая акция. На центральной площади города Минска, на Октябрьской площади, в 19 часов, собралось около 400 человек, откликнувшихся на призыв в интернете прийти на главные площади городов для участия в молчаливой акции протеста «Революция через социальную сеть». В начале акции участники неорганизованно стояли отдельными небольшими группами, занимая значительную часть площади. Примерно в 19:10 участники начали стихийно аплодировать, после чего в центре площади образовалось плотное кольцо из участников акции и журналистов. Люди, стоявшие в центре кольца, исполняли под гитару песни, которые подхватывали остальные участники акции.
За ходом проводимой акции со стороны наблюдали сотрудники полка милиции спецназа, а также люди с рациями в штатском. Спецназ дежурил недалеко в стороне от собравшихся, в то время как сотрудники в штатском постоянно находились в центре событий, при этом не вмешиваясь в ход мирной акции. Примерно в 19:45 участники начали расходиться. На площади осталось только несколько десятков человек.
В Могилёве на площади Ленина возле Дома Советов собралось по призыву около 80 человек. Среди участников акции преобладала молодёжь. По словам некоторых участников акции, их во многом вдохновила акция «Стоп-бензин», прошедшая накануне в Минске.
На площади Ленина в Бресте собралось около 200 человек. Участники акции не выкрикивали лозунгов и были без транспарантов. Они прогуливались и разговаривали. Некоторые проезжавшие мимо автомобили сигналили в поддержку участникам акции. За порядком наблюдали два человека в милицейской форме, а также сотрудники КГБ. Акция длилась с 18:50 до 19:30 и завершилась аплодисментами.
На площади Ленина в центре Гомеля собралось около 200 человек. На акцию пришли известные гомельские музыканты, представители неформальных молодёжных движений.

### 15 июня

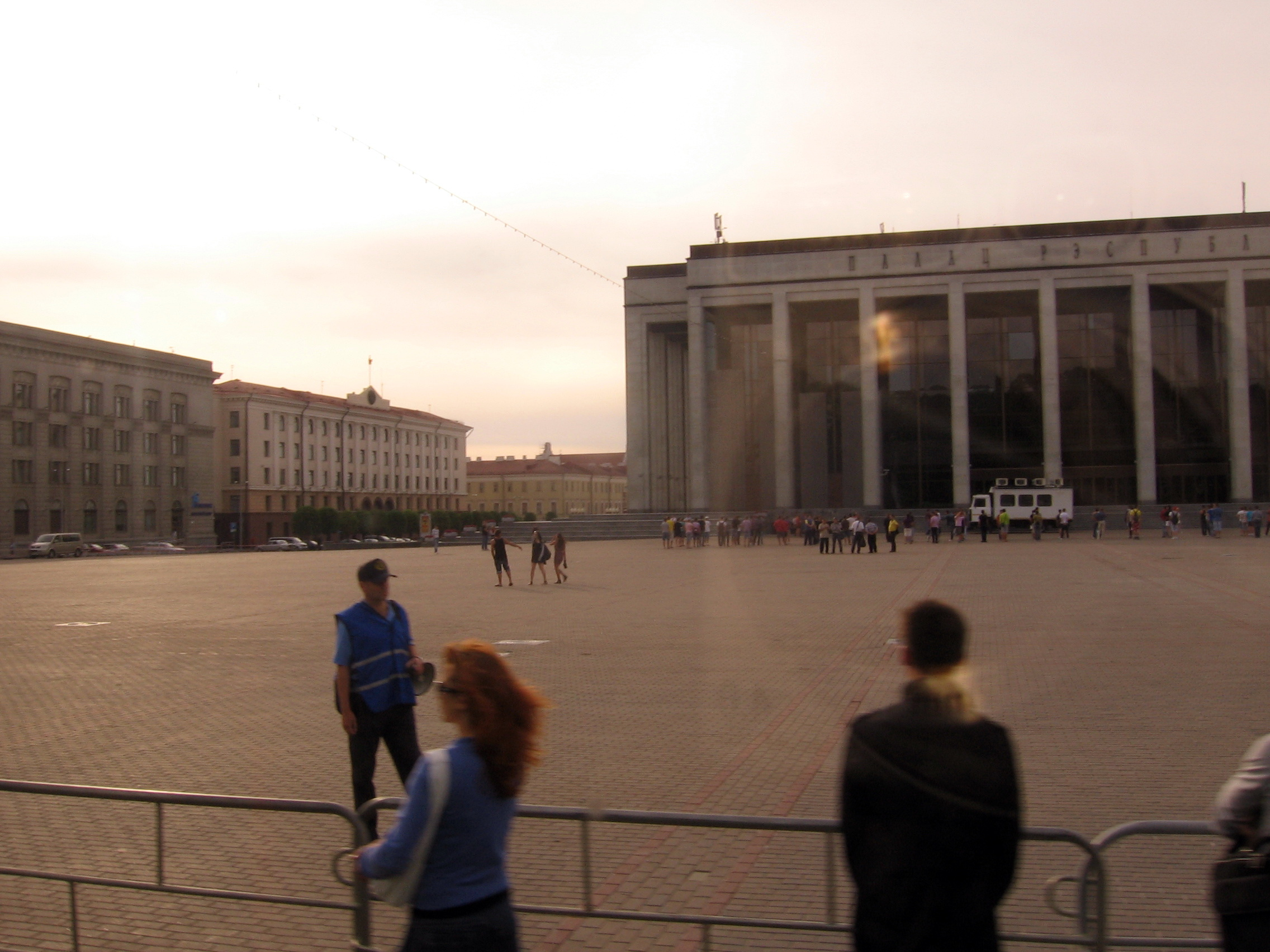
Перекрытие и лжерепетиция на Октябрьской площади. 15 июня 2011

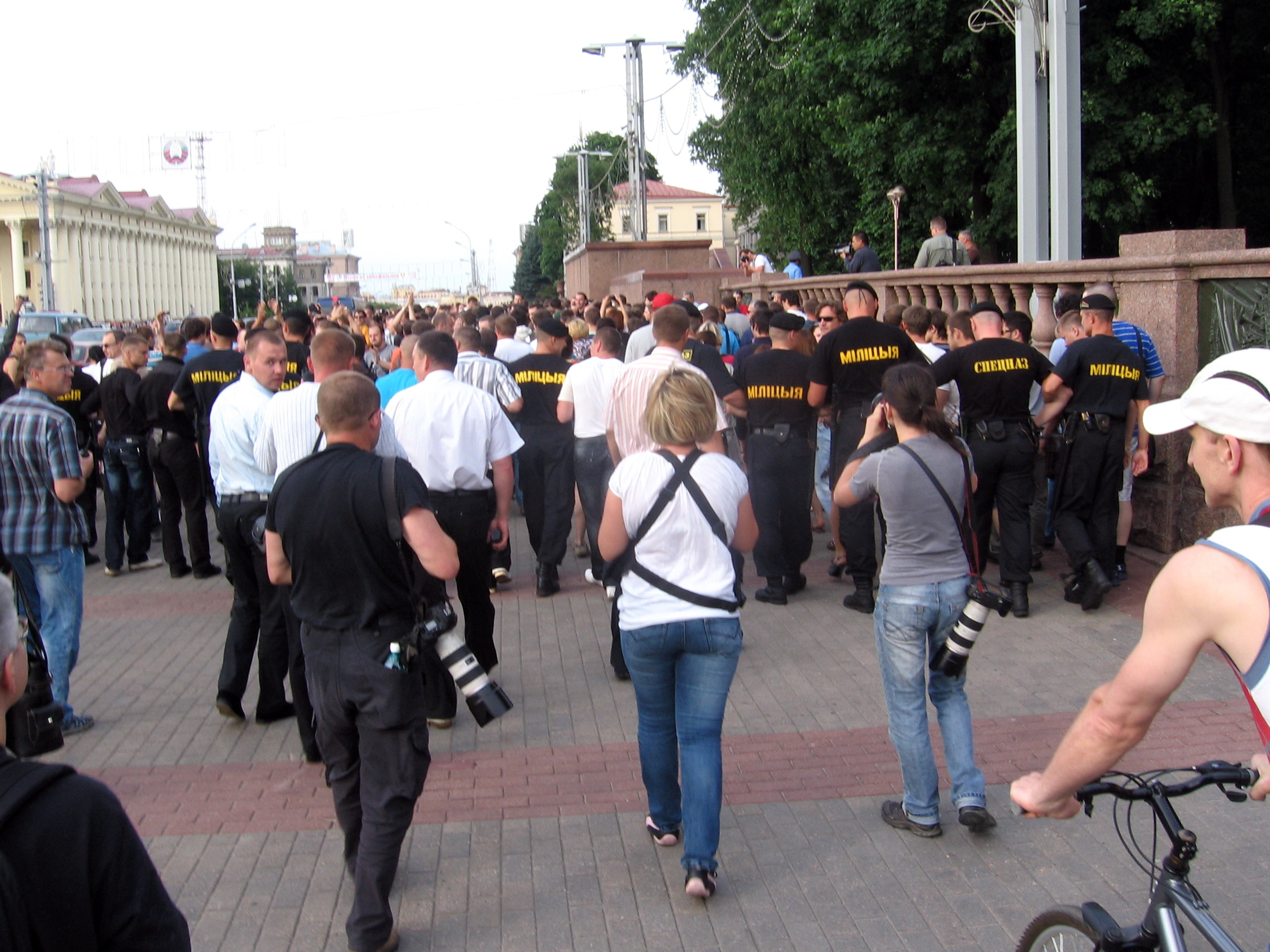
Оттеснение участников акции силами милиции. 15 июня 2011, Октябрьская площадь

Предварительно, 14 июня, Генпрокуратура призвала граждан «не поддаваться на провокационные призывы и воздержаться от участия в незаконных акциях», предупредив о возможной ответственности. Самая многочисленная акция состоялась в центре Минска, на Октябрьской площади. По оценкам наблюдателей, в ней приняли участие несколько тысяч человек, однако ГУВД Мингорисполкома, в свою очередь, сообщило лишь о 500 участниках, о чём было сказано и по государственному белорусскому телевидению.
Доступ людей на Октябрьскую площадь был перекрыт, вся площадь была обнесена турникетами и оцеплена сотрудниками спецназа. На стоянках для транспорта возле Октябрьской площади были установлены запрещающие знаки. За Дворцом Республики и в прилегающих к площади дворах находились милицейские автобусы и автозаки. Закрытие прохода было под предлогом, что на площади проходят подготовительные мероприятия к параду ко Дню Независимости. На площади проходила лже-репетиция с участием студентов-физкультурников. Молодые люди стояли и проводили нечто вроде упражнений. Группа студентов занимала небольшое пространство у ступеней Дворца Республики, однако ограждение доходило почти до проезжей части, оставляя лишь небольшой тротуар для пешеходов. Автобусы (маршрут № 100), останавливающиеся на остановке «площадь Октябрьская», проезжали остановку, останавливаясь лишь на следующей.
Около 19:00 на Октябрьскую площадь прибыл экс-кандидат в президенты Владимир Некляев, который пытался выяснить у пресс-секретаря ГУВД Мингорисполкома Александра Ластовского, почему перекрыт доступ людей на площадь, на что тот не дал однозначного ответа. Участники акции были рассредоточены возле милицейских кордонов, вдоль проспекта Независимости (по обе стороны), по улице Ленина, возле Александровского сквера, универмага «Центральный» и в других близприлегающих к площади местах.
Основное большинство людей, пришедших на площадь, собрались на углу у Дворца профсоюзов, и через проспект — на тротуаре и на ступенях, ведущих к Дому офицеров. Участников акции поддерживали проезжающие мимо автомобили, приветственно сигналя, на что участники акции отвечали бурными аплодисментами. Около 19:30 «репетиция парада» на площади прекратилась, площадь опустела, однако собравшихся по-прежнему не пропускали на площадь. Затем милиция перешла к активным действиям. Сначала аккуратно и корректно спецназовцы вытеснили людей со стороны Дома офицеров в сторону цирка, люди в основной массе перебрались через проспект и присоединились к находившимся у Дворца профсоюзов. Затем подключился ОМОН (правда, без касок и щитов, и дубинок). Участники акции поаплодировали сами себе в честь состоявшегося события, а также сотрудникам милиции (которые действовали весьма корректно) и стали потихоньку продвигаться в сторону площади Победы. Вытесненные милицией и ОМОНом участники акции прошлись незапланированным маршем вдоль проспекта Независимости вплоть до площади Победы. Водители почти каждой проезжавшей мимо машины сигналили и всячески приветствовали участников акции. Аплодисменты не прекращались до самой площади Победы. После площади Победы участники мирно разошлись — кто в метро, кто на автобусы. С противоположной стороны акции людей стали вытеснять сотрудники милиции и спецназа, к ГУМу, и зданию Национального банка, а также в стороны по улице Ленина, до площади Свободы.
По итогам акции было задержано около 135 человек. В Минске было задержано 18 человек, в Бресте — 11, Витебске — 20, Гродно — 22, в Гомеле — 5 человек. Задержания прошли также в Борисове (27 человек), Барановичах (3), по 2 человека были задержаны в Жодино и Молодечно, 19 человек — в Солигорске, 6 — в Слуцке.

### 22 июня
В Минске возле Октябрьской площади собрались, по разным оценкам, от нескольких сотен до нескольких тысяч человек, в Бресте, Гродно, Витебске, Могилёве — 300—600 человек, Гомеле — до тысячи, Бобруйске — 500—600, Барановичах — 250. Называется различное количество задержанных в Минске: 30 (министр внутренних дел Кулешов), 200 (ГУВД Минска) и 450 (подсчёты правозащитников). 33 человека были приговорены по статье «Мелкое хулиганство» к штрафам на сумму от 70 тыс. до 1050 тыс. рублей ($14–210). Деньги на оплату штрафов были централизованно собраны через Интернет.
Всего по Беларуси милиция задержала более 400 человек в ходе несанкционированной акции. По регионам было задержано около 220 человек, в Минске — более 190 человек (в Партизанском РУВД находилось около 20 чел., в Первомайском — 20, во Фрунзенском — 25, в Заводском — 30, Ленинском — 31 человек, Советском — 15, Октябрьском — 20, Московском РУВД — около 35 человек).

### 29 июня
Октябрьская площадь Минска была перекрыта в связи с организацией концерта. Предварительно, во вторник и среду во многих учебных и трудовых коллективах Минска произошёл добровольно-принудительный отбор граждан для участия в культурно-массовом мероприятии на Октябрьской площади. При этом многим не пояснялось, что это будет за мероприятие. Было лишь указано, что обязательно следует быть в указанном месте в 18:00 без сумки, и что с 18 до 21 часа состоится молодёжная дискотека. Набор участников для добровольно-принудительной акции проводился среди активистов БРСМ, по профсоюзной линии, среди учителей, воспитателей д/у, студентов и преподавателей вузов. Однако очень сильный ливень привёл к тому, что в 18:00 дискотека не началась. Несмотря на проливной дождь, пришедшим было запрещено расходиться. Кроме того, они обязательно должны были расписаться о своём присутствии на площади. Было непонятно, в чём смысл этой акции. Однако именно по средам в районе Октябрьской площади около 19 часов проходят акции молчаливого протеста, под общим названием «Революция через социальные сети».
Из-за прошедшего проливного дождя количество пришедших людей на акцию молчаливого протеста было меньше прежнего. Протестующие разбились на несколько колонн и направились в разные стороны. Задержания людей производили сотрудники милиции в штатском. В Гомеле на акцию собралось до 800 человек, в Бресте — до 600, в Гродно и Могилёве — более 500, в Витебске — около 300, в Барановичах — более 100, Бобруйске — до 100, Солигорске — 70, Кобрине и Молодечно — 50, Орше — 20, Дзержинске и Глубоком — по 15. В нескольких городах на центральных площадях проходили государственные мероприятия с принудительным участием, а в Пинске акция протеста была сорвана полностью — площадь Ленина была полностью оцеплена, а у приходящих на площадь проверяли документы; некоторых задерживали.
В Минске около 450 человек направились от Октябрьской площади на проспекте Победителей в сторону гостиницы «Юбилейная». Время от времени они аплодировали, им сигналили проезжающие автомобили. Возле гостиницы «Юбилейная» сотрудники милиции выскакивали из автобусов, выхватывали людей из толпы и затаскивали в автобусы. Около сквера возле театра оперы и балета в Минске группа из нескольких десятков человек была рассечена милицией. Часть была рассеяна (они пошли в сторону Немиги), часть задержана и препровождена в три милицейских автобуса. Автозаки были переполнены. Возле театра оперы и балета в Минске задержан гражданин Эстонии Данилов. Задержания участников акции проводились так же в районе перекрёстка минских улиц Интернациональной и Янки Купалы, а также Купалы и Максима Богдановича. Вход в парк Янки Купалы был загорожен, милиция никого не пропускала. В Витебске участников акции милиция и спецназ оттеснили от площади Победы, не разрешая даже садиться на лавки. По данным правозащитников, в ходе акции задержано не менее 100 человек.

### 3 июля
Акция состоялась в День независимости Беларуси. Перед этим в разных регионах страны работников госпредприятий и бюджетных организаций предупредили о недопустимости участия в несанкционированных акциях 3 июля.
Было запланировано три эпизода акции — у стеллы «Минск — город-герой» во время речи Александра Лукашенко в первой половине дня, на Привокзальной площади днём, и во время праздничного салюта вечером, но фактически состоялась только вторая акция. Пришедших на акцию протеста, журналистов и случайных прохожих массово задерживали сотрудники милиции в штатском без знаков различия. Неизвестные (предположительно, сотрудники милиции в штатском) распыляли слезоточивый газ. Правозащитники называют число в 390 задержанных по всей Беларуси, включая примерно 210 человек в Минске. Среди задержанных — 16 независимых журналистов. По состоянию на 6 июля была неизвестной судьба нескольких десятков задержанных тремя днями ранее. Задержанным инкриминируется мелкое хулиганство, и они осуждаются на небольшие сроки ареста.
Во время молчаливой акции на Привокзальной площади к железнодорожному вокзалу на чёрном «Мерседесе» с тонированными стёклами подъехала супружеская пара. Молодые люди на всю громкость включили песню Виктора Цоя «Перемен!» и слушали её, сидя в своём автомобиле. К машине подошёл дежурный сотрудник ГАИ, потом подъехала патрульная машина и трактор-эвакуатор. Люди в штатском достали парня-пассажира и затолкали его в микроавтобус, а за руль «Мерседеса» сел сотрудник ГАИ. Парню-пассажиру суд дал 10 суток (неофициальная информация), его жена осталась на свободе. Так же оштрафовали за неправильную парковку, а машину отогнали на штрафстоянку.
В независимых СМИ так же получил огласку факт задержания в Смолевичах ребёнка в возрасте 1,5 лет вместе с дедушкой, за то, что они играли на площади в «Ладушки». Их обоих доставили в отделение. Ребёнок был сильно напуган, он плакал в участке, и от перенесённого стресса уснул прямо за столом, где сотрудник РУВД составлял протокол. Полуторагодовалого спящего ребёнка (Яна) милиционеры, в конце концов, отдали матери, которая, узнав от случайных свидетелей, что её родные задержаны, тут же прибежала в РУВД. Был составлен протокол задержания и на дедушку, Владимира Чайчица заставляли его подписать. Когда мужчина попытался написать свою версию произошедшего на площади, к нему тут же подскочил майор РУВД и вырвал протокол. Подчинённым был дан приказ написать, что обвиняемый отказался подписывать документ. На замечание задержанного, что даже приговорённый к смерти имеет право на последнее слово, майор милиции ответил в очень грубой форме. 7 июля состоялся суд, и В. Чайчица обвинили в неподчинении милиции и оштрафовали на 1 млн 50 тысяч белорусских рублей.
Но самым шокирующим фактом стало задержание в этот день беременной женщины, доставленной в Октябрьский РУВД г. Минска. По словам свидетеля её задержания, Раховского Олега Николаевича, когда она попала к ним в автозак, все задержанные упрашивали сотрудников милиции отпустить беременную женщину, но получили отказ в грубой и вульгарной форме. По словам Раховского после этого задержания женщина потеряла долгожданного ребёнка.

### 6 июля
6 июля в Минске белорусская милиция ограничила доступ на площади, которых в столице было более десяти, на которых планировали собраться участники акции. На подступах к местам сбора, в различных местах города собралось по несколько десятков человек. На Октябрьской площади, на которой собирались участники акции наиболее часто, вокруг неё, и на прилегающих улицах присутствовало повышенное количество сотрудников правоохранительных органов, усилены меры безопасности. Сотрудники органов были преимущественно в штатском, по 3—4 человека; отличить их можно было по пристальному вниманию к окружающим (некоторых из которых они останавливали для короткого опроса о цели местопребывания), наушникам радиопередатчиков, и рациям. Среди задержанных, по свидетельству очевидцев, были так же фотокорреспонденты.
Другими местами сбора были объявлены площадка возле Национальной библиотеки, возле Дворца спорта на проспекте Победителей, возле Дома культуры железнодорожников. Акция проходила сразу в 9 точках (по одному в каждом из районов города). Не менее 100 человек собралось в Заводском, Ленинском, Московском и Советском районах, во Фрунзенском районе — около 200. События акции разворачивалась по стандартному сценарию: вначале сотрудники милиции в форме предлагали людям, собравшимся на площадях, немедленно разойтись, на что собравшиеся отвечали аплодисментами. Сразу появлялись группы неизвестных в штатском, которые, применяя грубую физическую силу, хватали протестующих и заталкивали их в специальные автобусы или автомобили — преимущественно без номерных знаков. Среди задержанных так же оказалась семья с двухлетним ребёнком (из Борисова), и выгуливающий собаку мужчина (из Вилейки) (забрали обоих), а также несколько проезжающих в это время рядом велосипедистов. У операторов и фотографов, которые всё это в тот момент снимали, выбивали камеры из рук и отнимали запись.
Возле Ледового дворца (ул. Притыцкого), у которого собралось около 200 человек, в 21:00 сотрудники в штатском избивали ногами людей по лицу, и таскали их по земле. Возле торгового центра «Титан» (Московский район) во время акции задержали более 10 человек, среди них были девушки. Их всех задерживали люди в штатском. Задерживание происходило весьма жестоко, одну из девушек буквально тянули по асфальту. Всего возле торгового центра «Титан» к 20:00 собралось, по разным оценкам, от 70 до 100 человек. Люди в штатском снимали всё происходящее на видео. Задержания начались примерно в 20:15.
Сотрудники милиции, одетые в штатское, весьма недружелюбно реагировали на журналистов, которые собрались в местах предполагаемого проведения акций, так, их вытесняли с площадки возле Дворца спорта. При этом велась оперативная видеосъёмка. Сотрудники милиции заявили, что не дадут журналистам снимать фото- и видеоматериалы, даже если акция будет проходить. В тот же вечер оперативники задержали съёмочную группу НТВ и несколько белорусских журналистов.
Всего по Беларуси милиция задержала более 200 человек в ходе несанкционированной акции. В Минске было задержано более 100 человек, по регионам — более 90 человек. Основные задержания прошли у Национальной библиотеки в Минске, на площади Бангалор, в Московском районе (около центра «Титан»), у Дома культуры МТЗ. В микрорайоне Серебрянка задерживали покупателей, выходящих из гипермаркета. Среди задержанных были и журналисты, в том числе российские. В Минске на остановке возле Академии наук задержана правозащитник Екатерина Садовская. Всего было задержано 25 представителей белорусских и зарубежных СМИ, в том числе съёмочная группа НТВ. Акции протеста состоялись также в Витебске, Бресте, Гродно, Могилёве, Бобруйске, Борисове, Молодечно, Пинске и многих других городах республики. 7 июля начались судебные процессы над задержанными, которых обвиняют и осуждают по статье Кодекса об административных правонарушениях 17.1 «Мелкое хулиганство», приговаривая к различным срокам ареста (от 5 до 15 суток) и штрафам.
В Гродно был оштрафован инвалид без одной руки, за участие в акции протеста. Однорукому «оппозиционеру» присудили выплатить 1 миллион 50 тысяч белорусских рублей (более 200 долларов) за то, что он хлопал в ладоши в публичном месте. Ещё одного участника молчаливой акции протеста, Олега Алексюка, суд наказал штрафом, который превышает размер его зарплаты. Когда Алексюк уведомил об этом суд, ему дали десять суток административного ареста за участие в несанкционированной акции и ещё пять — за неповиновение милиции.
В Минске задержана россиянка Дукмасова с несовершеннолетним сыном и доставлена в Московское РОВД Минска. В соответствии с постановлением суда гражданка России Дукмасова была признана виновной в совершении мелкого хулиганства — нецензурной брани в общественном месте (инкриминируемое постоянно почти всем участникам этих акций), возле дома № 104 по проспекту Дзержинского (торговый центр «Титан», возле которого 6 июля проходила акция молчаливого протеста). Она была оштрафована на 10 базовых величин. Дукмасова подала в суд на обжалование решения суда. В своей жалобе она заявила, что инкриминируемых ей действий не совершала, и вину не признала. В пояснении суду она указала, что 6 июля около 20:00 вместе со своим несовершеннолетним сыном Григорием Перельманом находилась возле магазина «Сандрик», где была «беспричинно задержана работниками милиции». Она отметила, что «в основу вынесенного судом постановления были положены письменные показания работника милиции В. А. Чернявского, свидетельствующего, что задержанная выражалась нецензурной бранью. Однако в протоколе об административном правонарушении свидетель Чернявский не значится». По её мнению, суд не предпринял необходимых мер для полного и объективного рассмотрения данного дела. 18 июля Дукмасова обсудила сложившуюся ситуацию с российским консулом в Минске.
В Москве у посольства Беларуси движением «Солидарность» вечером была проведена акция молчаливой поддержки действиям гражданских активистов в Беларуси. Похожая акция прошла в Стокгольме и Киеве.
Всего с 15 июня по 6 июля было задержано 1800 человек.

### 13 июля
За несколько часов до начала акции белорусские власти заблокировали доступ к сайту «ВКонтакте», где образовалось интернет-сообщество «Революция через социальную сеть». В эту среду первоначальные сборы были объявлены у центральных универмагов, магазинов и торговых центров столицы — «Беларусь», «Европейский», «Чкаловский», «Рига», «Корона», а также ресторане «Максибис». Затем собравшиеся должны были двигаться к ближайшей станции метро, выходить на обозначенных станциях и двигаться по центральному проспекту — Независимости, навстречу друг другу. Местом встречи и была намечена площадь Якуба Коласа.
Акция прошла в новом формате. Участники акции были намерены задействовать мобильные телефоны, которые должны зазвонить ровно в 20:00 во многих белорусских городах. На мелодии будильника было решено поставить песню Виктора Цоя «Перемен!».
В Минске на площади Якуба Коласа было задержано около 25—30 человек. Также был задержан и корреспондент «Радио Свобода» Олег Груздилович. Процесс задержания участников пытались снимать журналисты, которых тут же стали разгонять сотрудники милиции в штатском, кроме того, они закрывали объективы фото- и видеокамер, хватали журналистов за руки. У оператора агентства Reuters попытались отнять камеру. Сотрудники ОМОНа оттеснили часть людей с площади. В поддержку протестующим сигналили проезжающие мимо автомобилисты, из многих авто так же звучала песня Виктора Цоя «Перемен». Против протестующих на площади были направлены многочисленные группы неизвестных в штатском. При этом они демонстративно нарушали законы и применяли грубую физическую силу. Людей задерживали так же и до начала акции. Всего в ходе акций молчаливого протеста 13 июля было задержано не менее 100 человек. На площади Якуба Коласа в Минске задержания проводила большая группа людей спортивного телосложения в гражданской форме, которыми командовал также одетый в гражданскую одежду замначальника ГУВД Минского горисполкома Игорь Евсеев. Как только у участников акции протеста зазвонили телефоны, силовики стали затаскивать их в автозаки. Всем задержанным предъявлены обвинения по стандартной схеме: за мелкое хулиганство, неподчинение требованиям властей или же за якобы публичную нецензурную брань в общественном месте. И, при этом, всех случаях свидетелями выступают сотрудники милиции. Часть задержанных подверглась административным арестам на срок от 3 до 15 суток, часть оштрафована.
На вопрос журналистов о том, кто задерживает участников акции «Революция через социальные сети», а также препятствует работе журналистов, официальный представитель правоохранительных органов Минска, затруднился ответить: «Не знаю, кто задерживает граждан. В Минске милиции много», — сказал пресс-секретарь городского управления внутренних дел Александр Ластовский.
Кроме Минска, акции и задержания проводились также в Гомеле, Бресте, Могилёве (на Ленинской улице, возле диагностического центра), Витебске, Жодино, Слуцке, Солигорске и ряде других городов. Вновь среди числа задержанных было немало случайных людей. Так, например, в Гомеле был задержан итальянский предприниматель, совладелец одного из городских кафе.
В Новополоцке на акции на площади Строителей собралось около 150 человек. Когда участники стали аплодировать, к ним подбежали неизвестные в штатском и задерживали наиболее активных. Двоих участников протестующим удалось отбить у силовиков.
Акции протеста с каждым разом набирают обороты — если акции 3 июля прошли в 14 населённых пунктах страны, то 6 июля уже в 23-х, а 13 июля в 24-х. Кроме Беларуси, 16 июля акции поддержки прошли так же в Вильнюсе и Лондоне.

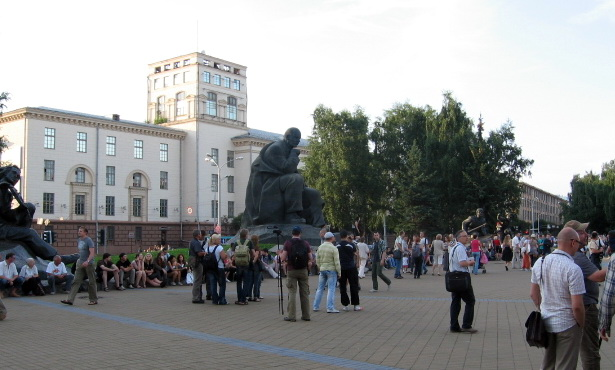
Акция на площади Якуба Коласа, Минск
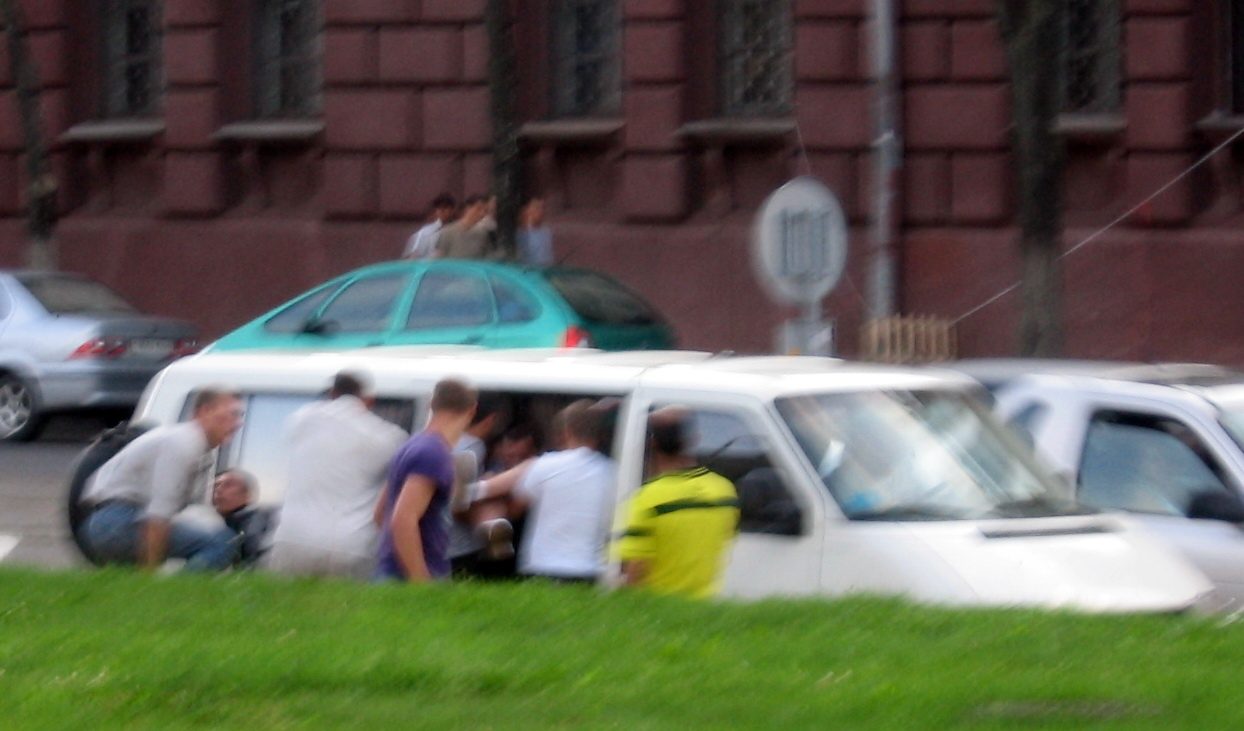
Задержание одного из участников сотрудниками в штатском
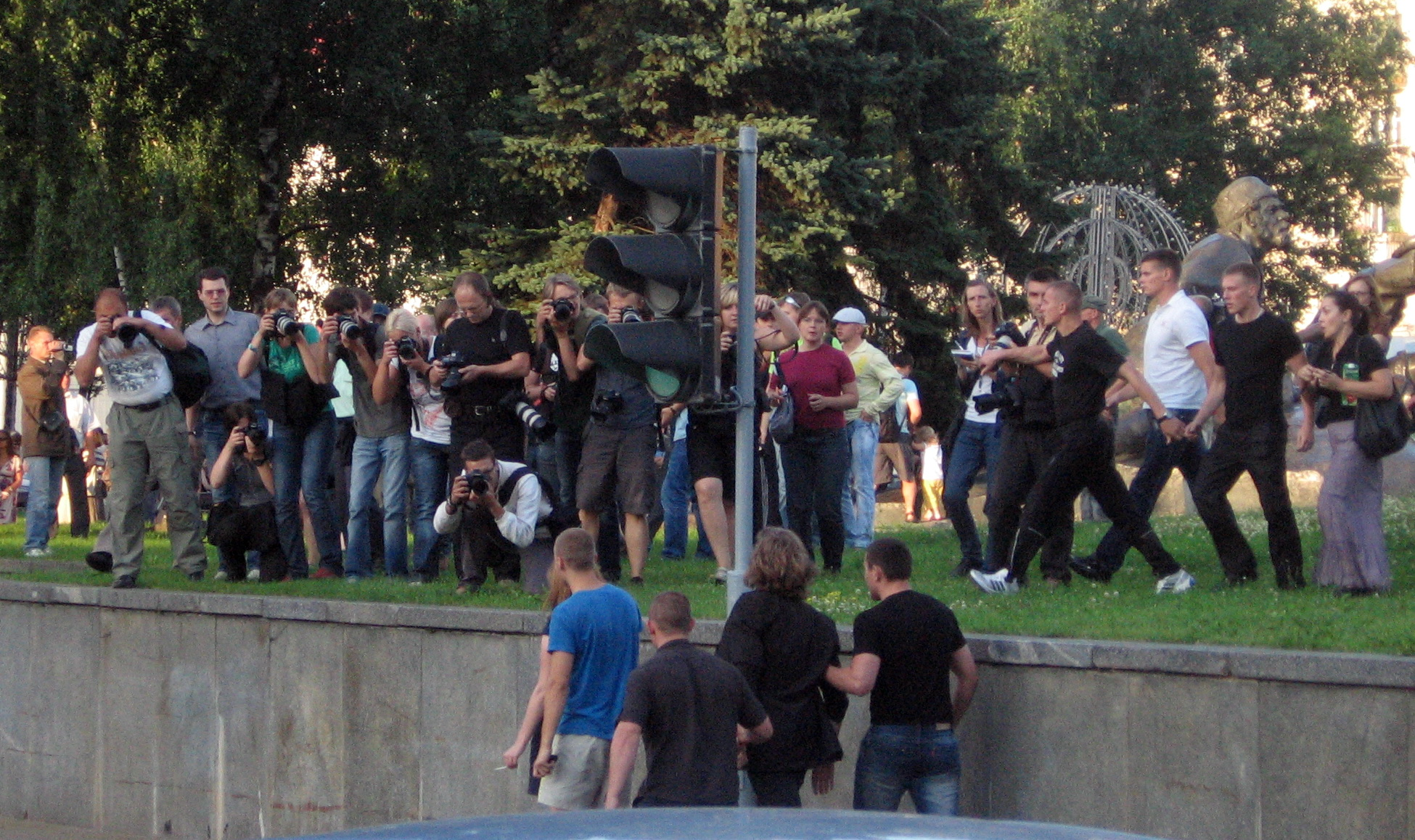
Задержание одного из участников сотрудниками в штатском
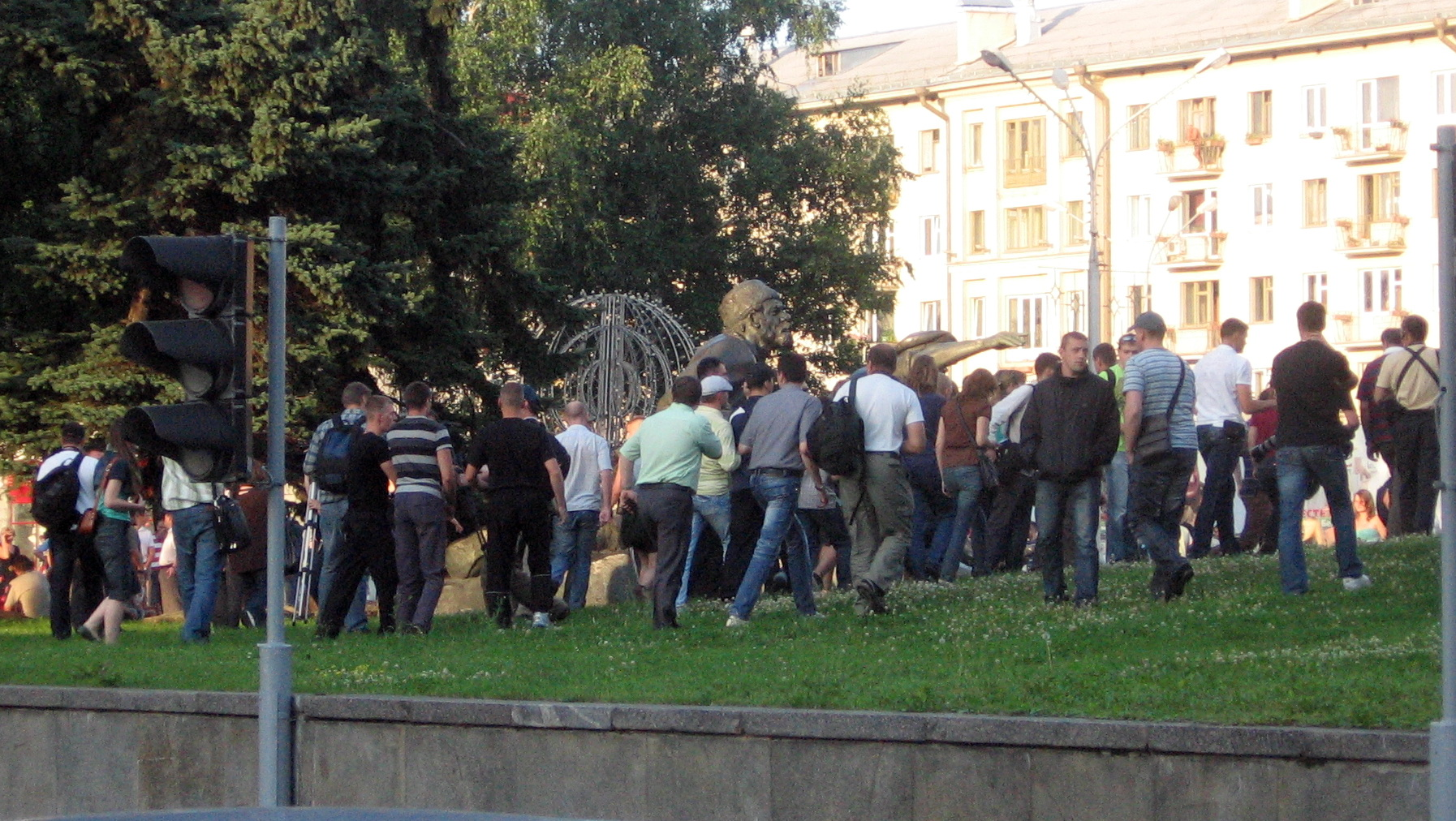
Оттеснение журналистов, снимающих задержание участника акции

### 20 июля
Следующие акции мы будем расценивать
как выпад не только против власти, но и народа. 
Соответственно будем вести себя в рамках закона. 
Бери, читай закон и смотри, что будет.
В Минске было решено вернуться к прежнему месту проведения акции — Октябрьской площади.
Примерно в 18:25 началось пошаговое перекрытие сотрудниками ГАИ движения частного автомобильного транспорта на подъездах к месту организации акции по проспекту Независимости. Автотранспорт направляли в объезд, не пуская на проспект, пропускали только общественный транспорт. Время от времени сотрудники ГАИ пропускали небольшое количество автотранспорта, дозируя поток машин по проспекту. Таким образом, мимо площади проезжало совсем мало автомобилей в час пик.
В эту среду на Октябрьской площади участников собралось меньше, чем неделю назад. Вокруг самой площади, стояло много микроавтобусов без номеров, автобусы «ПАЗ». Рядом с ними находились люди в штатском и сотрудники ГАИ. Милицейские автобусы также расставлены за домами, прилегающими к Октябрьской площади, и на площади Свободы, возле минской ратуши.
В 19:22 сотрудники спецназа оцепили часть Октябрьской площади со стороны универсама «Центральный» и начали вытеснять людей в сторону площади Свободы. Несколько десятков участников акции, аплодируя, тронулись в сторону этой площади. Сотрудники спецназа рассекли толпу на две части. Одна часть двинулась сторону развлекательного комплекса «Журавинка» на берегу реки Свислочь, другая — попыталась свернуть на проспект возле ГУМа. Группа людей в штатском с рациями вновь направила их в сторону улицы Интернациональной. Участники начали скандировать «Жыве Беларусь!».
В 19:32 начались задержания участников акции. На перекрёсток улиц Интернациональной и Ленина подъехал автобус без номеров, из которого начали выскакивать молодые люди в штатском. Было задержано как минимум шесть человек, которых увезли в неизвестном направлении. Остальные участники акции двинулись в сторону кинотеатра «Победа», куда также подъехал автобус. Тут было задержано несколько человек, в том числе сотрудник «Еврорадио» Тимофей Скибенко. Возле кинотеатра продолжились задержания. Люди в штатском грубо заталкивали людей в автобус. Была задержана Елена Лиховид, мать активиста движения «За свободу» Никиты Лиховида, осуждённого по делу о массовых беспорядках в Минске 19 декабря 2010 года. По предварительной информации, в УВД Центрального района было доставлено 16 человек, задержанных во время акции. Пресс-служба оргкомитета по созданию партии «БХД» сообщила о задержании неизвестными в штатском двух своих активистов — Ольги и Владимира Хиневичей. Всего в Минске было задержано более двух десятков человек, хлопавших в ладоши, в том числе женщины. Всех задержанных провожали в автобусы под аплодисменты.
Акции поддержки прошли в Киеве (в 14:00) возле белорусского посольства, во Львове (в 14:00) возле Оперы, в Донецке. На 21 июля белорусские студенты Кракова (Польша) запланировали акцию солидарности с демонстрантами. Участники акции решили пройти вокруг главной площади, хлопая в ладоши.

### 27 июля
Акция была значительно меньшей, чем предыдущая. Предположительно, в Минске, явное участие в ней приняло всего около двух десятков человек. Хотя по формату данной акции в этот день было трудно определить более точное количество. Такими же немногочисленными были акции и в регионах, например, в городах Могилёве, Слониме. В этот раз протестующие решили собраться в разгар рабочего дня на центральных рынках (в Минске местом сбора был назначен Комаровский рынок). Было решено группироваться на рынке возле неработающих ларьков и стоять возле них с 13:00 до 13:30 местного времени. При этом протестующие планировали обозначить себя белыми ленточками и сжатыми в кулаки руками, не совершая никаких активных действий (не хлопать, не включать рингтоны мобильных телефонов и т. п., чтобы не провоцировать силовиков на задержание). К месту проведения акции также прибыли родственники находящихся в заключении активистов белорусской оппозиции, которые так же никаких действий не предпринимали. Также на Комаровский рынок приехал временный поверенный США в Беларуси Майкл Скэнлон с двумя другими американскими дипломатами. Несмотря на визуально неопределённое количество протестующих, из которых лишь несколько отважились обозначить себя белыми ленточками, на Комаровке хорошо были заметны несколько сотен характерных личностей в штатском, сотрудников милиции, ГАИ, милицейского спецназа. Вдоль улиц Кульман и Куйбышева примерно через каждые 10 метров были расставлены сотрудники ГАИ, а за самим рынком, по улице Кульман стояли три автобуса с людьми в штатском, дежурил автомобиль «УАЗ». Кроме того, на всех близприлегающих к рынку улицах и во дворах, расположенных рядом домов, стояли автобусы без номеров, в которых также сидели люди в штатском.
В Могилёве протестующие (около десяти человек) собрались на Виленском мясном рынке. Из телефонов некоторых участников звучала песня Виктора Цоя «Перемен». В Слониме на молчаливую акцию пришло всего три человека. Кроме запланированных акций на рынках, от 10 до 30 человек собрались в Бобруйске, Бресте и Могилёве на площадях, которые в предыдущие среды были определены местами для проведения акций молчаливого протеста. В самом Минске, на Октябрьской площади, не предпринималось явных попыток повторно провести акцию (тем не менее, на площади предусмотрительно была повышенная концентрация сотрудников милиции). В целом, данная среда не прошла без задержаний и в Минске.

### 3 августа
Вилейка стала единственным городом в Беларуси, где несколько человек всё же вышли на площадь, и где произошли задержания. При этом в этом городе встреча скорее оказалась спонтанной, в Вилейке никто не координировал акцию с администраторами РЧСС. Несколько знакомых случайно встретились на площади, и поаплодировали женщине, которая в частной беседе сказала им, что собирается уехать из Беларуси. Сразу после этих аплодисментов на группу знакомых налетели сотрудники и попросили проверить документы. У кого были документы, предъявили их, но и после этого не были отпущены. Всех посадили в подогнанную машину и повезли в отделение для «уточнения личности» (в маленьком городе, где сотрудники милиции и без того знают их в лицо). В машину посадили всех троих ребят, и, кроме того, саму мать трёхнедельного ребёнка, вместе с коляской и ребёнком. После мать с ребёнком отпустили, а на ребят составили протокол «об участии в несанкционированном митинге».

### 17 августа
Несмотря на то, что организаторы интернет-сообщества «Революция через социальную сеть» объявили о перерыве в мероприятиях до сентября, акция состоялась в Гомеле (без координации с администрацией РЧСС) в 19:00 возле фонтана у цирка около площади Восстания. На акцию собрались примерно 20—25 человек, милиции ещё больше. Сотрудниками ГАИ был задержан Дмитрий Корешков, когда он собирался уезжать на своём автомобиле.

### Изменение формата движения и прекращение активных акций протеста
В конце июля движение «Революция через социальные сети» решило принять организованную форму и структурироваться. Основой движения решено сделать автономные группы сопротивления, «мини-организации», состоящие из 3—20 человек, с организацией через сетевой центр и при помощи контактов между этими группами. В проведении акций протеста организаторы решили сделать перерыв на неопределённое время.
По поводу временного прекращения акций, член организационного комитета по созданию «Беларускага руха» (подготавливающего крупную акцию протеста «Народный сход» по всей Беларуси на 8 октября 2011 года) Винцук Вячорка высказался, что надо уважать демократическое решение самих участников интернет-сообщества:

Чисто такой творческий, для разбирающихся, протест с демонстративной театрализацией, наверное, дошёл до своей верхней границе. Наша власть показала, что, в отличие от польской власти времён Ярузельского, она не боится выглядеть смешно, нелепо, возмутительно. А как иначе, если дубасили людей, которые ничего вообще не делали?! Ведь когда в Польше были акции театра «Оранжевая альтернатива», там у власти хватало мозгов не трогать актёров и тех, кто к ним присоединялся.
Ясно, что рисковать, идти на заведомое избиение или арест люди всё же должны идти с ясной сформулированной идеей. И, наверное, наступает как раз то время — ясной сформулированной идеи.

Активист Объединённой гражданской партии Александр Степаненко, который сам отсидел пять суток за участие в молчаливых акциях, высказался, что надо объединяться и работать сообща, и что, возможно, новую идею участники молчаливых акций найдут совместно с организаторами осенних Народных сходов. При этом и сами организаторы Народных сходов не отказываются от подобных контактов.
Так же с конца июля вырабатывается новая концепция — «Меловая революция» в рамках РЧСС. Её цели — написание мелом на асфальте возле административных зданий, и в других людных местах, лозунгов протеста.
В конце июля Вячеслав Дианов, один из трёх администраторов группы «Революция через социальные сети», согласился, что движение пошло на спад, и инициатива может зайти в тупик. Он сам заявил, что ему пока не хватает ни политического опыта, ни авторитета в Беларуси. Он признал свои ошибки и ошибки группы в связи с нехваткой опыта в подобной деятельности. Как выход из сложившейся ситуации он предложил сформировать совет из политиков, аналитиков, политологов и известных личностей, которые будут добавлены в руководство группы. Так же он обратился к участником с вопросом обсуждения дальнейших действий.

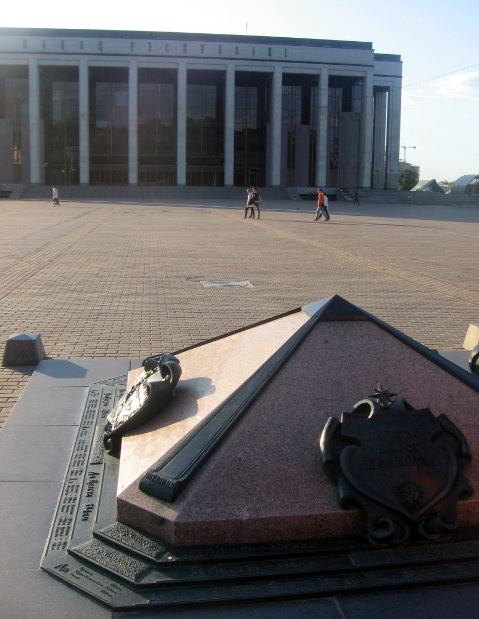
Октябрьская площадь (Минск, 3 августа, вечер), свободная от акций и оцепления.

Многие известные белорусские политики, общественные деятели и представители независимых гражданских объединений поддержали идею создания совета по организации протестов. Инициативу доверить «планирование акций и стратегии профессионалам и авторитетным людям», более 80 % людей, которые участвовали в голосовании на странице интернет-сообщества «ВКонтакте». На идею создания совета откликнулись очень известные люди Беларуси. Первая встреча потенциальных членов совета прошла в режиме интернет-конференции.
3 августа акции протеста уже не проводились. В Минске Октябрьская площадь была абсолютно свободна, не было даже оперативников в штатском. На площади были лишь стандартные два сотрудника, дежурящих, как обычно на площади, и немногочисленные прохожие, не имеющие отношения к акции.

### Итоги акций
По словам самих организаторов акций, целью всех акций протеста являлось избавление от страха и информирование населения о том, что перемены в Беларуси будут и они необратимы. По мнению участников акций, они показали, что в республике не всё так хорошо, как показывает белорусское телевидение. За время проведения акций А. Г. Лукашенко обвинили в нарушении прав человека многие международные организации (ООН, ОБСЕ, ЕС и т. д.), МИДы ряда стран (США, России, Польши, Германии и др.), а также неправительственные правозащитные организации.
В свою очередь, президент Беларуси А. Г. Лукашенко, выступая 9 декабря 2011 года на 41-м съезде ОО «БРСМ», заявил:

…Когда спецслужбы определённых стран попытались развернуть так называемую «революцию через социальные сети», мы нашли информационные способы противостоять им, ничего не перекрывая в интернете, … и впредь все должны знать: если на нас нападут — мы будем защищаться. И поверьте, сумеем себя защитить. … Более того, мы делаем интернет всё более доступным. Но достижениями техники, к сожалению, пользуются все, в том числе поджигатели бунтов, компьютерные жулики и террористы…
Также он пояснил и рассказал, что предотвратить:

«революцию через социальные сети» смогли «благодаря двум десяткам молодых ребят, которые пришли и сделали своё дело».

Администраторами группы был сформирован совет из политических и общественных представителей Беларуси, на котором было решено направить работу РЧСС в следующие направления:
 — Август-сентябрь — информационное направление и проведение локальных акций. Помощь в агитации, направленной на проведения Народного схода и сбор подписей на него.
 — Сентябрь — продолжение информационной работы, локальные акции и работа, направленная на конкретные слои населения: студенты (акции у входа в ВУЗы), рабочие (на входе у заводов).
 — 21 сентября в 19:00 — массовая акция протеста по всей стране; возобновление акций протеста в изменённом формате.
 — 8 октября — «Народный Сход», на котором планировалось дальнейшее направление деятельности РЧСС — как народ решит, так и будет.
Продолжение акций последовало 21 сентября.

## Акции протеста задержанных
Белорусский гражданский активист Максим Винярский, который был осуждён за участие в акции молчаливого протеста 6 июля, в день помещения в жодинский изолятор объявил голодовку в знак протеста против решения суда. Уже на второй день голодовки у Винярского начались проблемы со здоровьем.
В минском Центре изоляции правонарушителей по улице Окрестина сухую голодовку объявил Юрий Салодкий, задержанный вечером 3 июля на Привокзальной площади столицы. Он был осуждён на 13 суток ареста.
Голодовку объявила группа осуждённых, отбывающая аресты в Гродненском изоляторе временного содержания (ИВС). Среди них поэт и публицист Юрий Гуменюк (получивший 12 суток ареста), политический активист Дмитрий Бондарчук, а также несколько журналистов, среди которых Андрей Денисов (получивший 10 суток ареста).

## Задержания журналистов и препятствия работе
- 15 июня было задержано 9 представителей СМИ[77].
- 22 июня было задержано 9 представителей СМИ[77]. В Лиде был избит журналист телеканала «Белсат» Сергей Карпенко. Его задержали после того, как, встретив друга, на месте проведения акции протеста, журналист начал разговаривать на белорусском языке. Одев на него наручники, милиционеры потащили его к милицейской машине. Рядом с машиной журналиста начали избивать два милиционера на глазах его жены: ударили по почкам, разбили до крови голову. Скорую помощь вызвали только в милицейском участке, куда привезли задержанного. Доктора сказали, что на раны необходимо наложить швы. До ближайшего медицинского учреждения потерпевшему журналисту пришлось идти пешком[78].
- 29 июня задержали 13 репортёров и фотокорреспондентов[77]. В ходе несанкционированной акции в Минске был задержан фотокорреспондент агентства «Интерфакс-Запад» Павел Поташников. Фотожурналиста задержали вместе с ещё тремя фотокорреспондентами, и не давали позвонить. Так же было задержано трое журналистов газеты «Комсомольская правда». В ходе акции была разбита видеокамера телеоператора агентства «Рейтер» Владимира Костина[79]. В Бресте были задержаны журналисты Милана Харитонова и Алесь Левчук. В Минске на Октябрьской площади повторно был задержан фотокорреспондент радио «Свобода» Владимир Гридин (при задержании его избили, а также ему разбили светофильтр от камеры[18]). При задержании участников акции некоторых из них грубо толкали на металлические ограждения. В частности, в этом незаконном применении физической силы пострадала фотокорреспондент БелаПАН Ольга Клещук. Так же была задержана девушка — видеооператор телеканала «Белсат», задержан фотокорреспондент «БелГазеты» Вадим Замировский, корреспондент газеты «Наша Ніва» Алесь Пилецкий. Спецназовцем незаконно был избит видеооператор БелаПАН Василий Семашко (у него была рассечена бровь). Семашко снимал задержание граждан возле выставочного центра «Белэкспо». Возле Дворца профсоюзов был задержан журналист БелаПАН Вадим Шмыгов. На журналистское удостоверение, предоставленное им, сотрудники милиции никак не отреагировали[18].
- 3 июля в РУВД было доставлено 16 репортёров и фотокорреспондентов. За работу в праздничный день 3 июля административным арестом на срок от 6 до 12 суток суды наказали четверых журналистов[77].
- 6 июля, в Минске и регионах на улицах было задержано 24 белорусских и зарубежных представителей СМИ, в том числе съёмочная группа НТВ[34]. При этом не все были отпущены после выяснения личности[77]. В Минске во время задержания был избит до крови журналист газеты «Народная воля» Иванов, которого доставили в Центральный РУВД[37].
- 13 июля был задержан корреспондент «Радио Свобода» Олег Груздилович[50]. Процесс задержания участников на площади Якуба Коласа начали снимать журналистов, снимающих процессы задержания участников акции, разгоняли сотрудники милиции в штатском, кроме того, они закрывали объективы фото- и видеокамер, хватали журналистов за руки[48]. Сотрудники правоохранительных органов пытались задерживать журналистов, препятствовали их работе, грубо себя вели, ставили подножки и били по ногам. Была предпринята попытка задержания корреспондента БелаПАН Антона Тараса. Его схватили двое в штатском, и без объяснения причин поволокли его в сторону автобуса, однако после предъявления удостоверения журналиста его отпустили. Так же пытались задержать Антона Мотолько (tut.by)[47]. У оператора агентства Рейтер попытались отнять камеру[46]. Журналист немецкого телеканала задал вопрос пресс-секретарю ГУВД Мингорисполкома Александру Ластовскому, что за люди в штатском с рациями нападали на журналистов. Ластовский заявил, что не может ответить на этот вопрос. Когда один из граждан спросил: «Что за бандитские группировки действуют в городе, которые хватают людей и увозят в неизвестном направлении на машинах без номеров», Ластовский ответил, что сотрудников милиции в городе много и он всех знать не может[47].
- 20 июля был задержан сотрудник «Европейского радио для Беларуси» Тимофей Скибенко (через 15 минут был отпущен)[58].

### Обращение журналистов в Генпрокуратуру
13 июля белорусские журналисты обратились в Генеральную прокуратуру республики с жалобой на задержания представителей прессы во время молчаливых акций протеста, которые проходят в Минске и других городах. Это заявление журналистов ряда изданий о необоснованных задержаниях корреспондентов при проведении несанкционированных массовых мероприятий, изъятии у них фото-, видеоматериалов и профессиональной техники. Под коллективным заявлением о неправомерных, по их мнению, действиях сотрудников милиции поставили подписи несколько десятков журналистов. После рассмотрения жалобы генеральный прокурор Беларуси Григорий Василевич направил министру внутренних дел Анатолию Кулешову письмо, в котором напомнил о правах журналистов, освещающих митинги и другие акции протеста оппозиции. В его письме было указано, что:

Права и обязанности журналистов определены законом «О средствах массовой информации», согласно которому журналист имеет право в порядке, определённом законодательством, присутствовать по заданию редакции на массовых мероприятиях и передавать оттуда информацию.

Также в данном письме указывается, что и сотрудники органов внутренних дел «наделены полномочиями по временному ограничению или запрещению доступа граждан на отдельные участки местности и объекты, а также вправе обязать покинуть определённые места для обеспечения личной и общественной безопасности», а также что «Указанные полномочия могут быть реализованы и в отношении представителей СМИ».
20 июля 2011 года Генеральный прокурор РБ Григорий Василевич выступил с заявлением, в котором отметил, что правоохранители должны быть одеты в форму и должны предупреждать всех участников о том, что они нарушают законодательство и общественный порядок. По вопросу служебной формы генпрокурор оговорился и подчеркнул, что исключения в данном случае могут быть, в зависимости от задачи. Генпрокурор посоветовал журналистам не находиться в гуще событий и среди, как он выразился, правонарушителей. По поводу того, что акции 13 июля журналистов грубо толкали и пытались повредить технику, вызвало негативную оценку: «это неправильно», заявил Г. Василевич. Также Генпрокурор отметил, что впоследствии против нарушивших законодательство сотрудников могут приниматься меры и будет поднят вопрос о дисциплинарной ответственности. Также он отметил, что сотрудники органов должны соблюдать белорусское законодательство. Г. Василевич проинформировал, что 15 июля он направил министру внутренних дел Анатолию Кулешову письмо, в котором подчёркивается обязанность соблюдения прав журналистов. Генпрокурор отметил, что сотрудники внутренних дел должны быть одеты по форме или должны представляться. «Если же они не в форме, то они обязаны представляться, так как вы должны знать, кто предъявляет к вам требования», — заявил работник прокуратуры.

## Мнения
Александр Лукашенко, выступая на торжественном собрании по случаю Дня Независимости, заявил:

Топаньем, хлопаньем, мычанием, рычанием на площадях, на улицах проблем не решишь. И самое главное — денег-то не заработаешь. И все, кто рычат и мычат на площадях, мы посмотрели на них. Это не бедные люди, так что же им нужно? Нужен хаос и безобразия в стране. Этого мы допустить не можем. Государство имеет ресурсы и силы для того, чтобы поставить на место всех тех, кто нарушает законы и Конституцию.

7 июля он же заявил, выступая в Шклове:

Эта вся шелудивая масса небольшая, которая топчется на площадях, не то мычит, не то топает, не то кричит. Они хотят воспользоваться моментом. Они прекрасно понимают, что каждый день мы из этого положения, паники, которую создали сами в начале года, будем выходить, и мы выходим. Вся эта пятая колонна понимает: ещё три месяца — и люди забудут, что у нас где-то какие-то цены поднялись, другие проблемы возникли, и тогда уже оснований топать и мычать не будет. Какая эта оппозиция: сегодня в СМИ пошли предложения, чтобы экономически задушить Беларусь. Это опять новый виток начался. Это враги народа, эта пятая колонна, поэтому им всё плохо.

Генеральный прокурор Беларуси Григорий Василевич призвал сотрудников правоохранительных органов быть максимально корректными и соблюдать законодательство во время пресечения несанкционированных акций, при этом так же напомнив, что «флэш-мобу, как заранее спланированной массовой акции, где участники выполняют заранее оговорённые действия, даже в странах с давними демократическими традициями обычно противодействует полиция, используя и силовые методы».
Юрист правозащитного центра «Вясна» Валентин Стефанович наблюдал за рассмотрением административных дел задержанных во время акции молчаливого протеста. Он проанализировал результаты рассмотрения аналогичных административных дел в райсудах столицы 22 июня, и отметил некоторые общие тенденции, что все задержанные обвинялись по одной статье — статье 17.1 Кодекса об административных правонарушениях «Мелкое хулиганство». Правозащитник сказал по этому поводу:

По рапортам и протоколам об административных правонарушениях, составленных на этих граждан, все они «ругались матом на проходящих мимо граждан у дома № 23 на проспект Независимости». Получается, что они массово ругались матом в одном месте. Только что-то я этого там, на проспекте, не заметил.

Организаторы акции «Народный сход» (митинг, состоявшийся 8 октября одновременно в Минске и во всех городах Беларуси), обратились к участникам акции, высказав своё восхищение их мужеством. Они убеждены, что массовые аресты и угроза репрессий только на время могут приглушить протест, но он будет нарастать в скрытой форме и, в конце концов, выплеснется на площади белорусских городов.
По словам Вячеслава Дианова, одного из инициаторов кампании «Революция через социальные сети», он получил непроверенную информацию, что для подавления молчаливых акций протеста наряду с милицией и ОМОНом привлекаются досрочно освобождённые уголовники. Также он отметил, что волонтёрами постоянно собираются деньги на содержание арестованных во время акций. Также постоянно поступают деньги на оплату штрафов через правозащитный центр «Вясна».
Официальный представитель госдепартамента США Виктория Нуланд заявила, что США «обеспокоены всё более деспотичной тактикой, которую белорусские власти применяют в отношении демонстрантов и журналистов во время еженедельных мирных акций протеста, которые начались в июне». Нуланд потребовала от белорусских властей освобождения всех политзаключённых в Беларуси без предварительных условий и уважения права белорусского народа, в том числе на свободу собраний.
Ещё ранее Палата представителей Конгресса США одобрила законопроект, предусматривающий введение ряда санкций против Беларуси за нарушение прав человека. Устным голосованием 6 июля был принят документ под названием «Закон о демократии и правах человека в Беларуси от 2011 года» и направлен на рассмотрение сената.
Официальный представитель МИД РФ Александр Лукашевич подчеркнул в эфире «Россия-24», что МИД неоднократно высказывался о своей озабоченности подобными проявлениями со стороны белорусских властей. Александр Лукашевич также отметил, что российские журналисты в последнее время довольно часто становятся жертвами таких проявлений.
Как отметил белорусский аналитик Юрий Хащеватский, несмотря на демонстративную жестокость, властям не удаётся подавить акции протеста. Он так же напомнил, что, по опросам белорусского Независимого института социально-экономических и политических исследований, около 70 % граждан Беларуси обвиняет в кризисе в стране президента Лукашенко.
16 июля Верховный представитель ЕС по внешней политике Кэтрин Эштон выступила с осуждением по поводу очередных задержаний в Беларуси 13 июля участников акций «молчаливого протеста» против политики президента страны Александра Лукашенко. По её словам, она сожалеет по поводу жёстких действий белорусских властей в отношении граждан, которые выходят на мирные акции с тем, чтобы, не нарушая закона, выразить своё недовольство происходящим в стране. Так же она призвала Минск освободить всех арестованных и осуждённых за участие в протестных акциях. Эштон отметила, что нынешние выступления протеста в Беларуси проходят на фоне тяжелейшего за последние двадцать лет в стране экономического кризиса, сопровождающегося растущей инфляцией и высоким уровнем безработицы.
Эксперт вашингтонского Центра анализа европейской политики Питер Доран (Peter Doran) в интервью «Радио Свобода» (по поводу письма на имя Тимоти Гейтнера, министра финансов США и руководителя американского представительства в МВФ, в котором шесть сенаторов призвали его голосовать против выделения кредита Беларуси) заявил, что нынешний экономический и политический кризис в Беларуси подтолкнул А. Лукашенко к краю ближе, чем когда-либо прежде. Также он сказал:

Поскольку валютный кризис усугубил общую экономическую ситуацию, всё больше обычных граждан возмущаются политикой властей. Это проявляется в организованных и стихийных протестах в Минске. … Ключевой момент в этом письме — подчеркнуть вот это сотрудничество между США и ЕС после декабрьских выборов и выработать совместную позицию США и Европы относительно финансовой помощи Беларуси. А также послать сигнал оппозиции, что Запад оценивает лукашенковский режим как неприемлемый и хотел бы избавиться от него.

Один из авторов самого письма, министру финансов США, сенатор Джозеф Либерман, в данном интервью сказал, что:

Я вместе с коллегами по Сенату написал письмо министру финансов США с предложением противодействовать выдаче новых кредитов МВФ для правительства Лукашенко, потому что мы считаем, что такие средства будут использоваться только Лукашенко, чтобы поддержать его нелегитимное и репрессивное правление.
Мы надеемся, что США и Евросоюз могут работать вместе в ближайшие недели, чтобы дать понять, что международное сообщество не намерено субсидировать продолжение захвата власти Лукашенко. Мы должны твёрдо стоять на стороне белорусского народа, чьё мужество вдохновляло нас всех в Конгрессе, и усиливать давление на Лукашенко. Я с нетерпением жду того дня, когда Беларусь наконец вернётся в евроатлантическое сообщество свободных наций, и я всё больше уверен, что этот день не за горами.

Министр иностранных дел Польши Радослав Сикорский в интервью британской газете «Financial Times» 2 августа высказался, что Лукашенко должен брать пример не с Мубарака или Каддафи, а с последнего коммунистического лидера Польши, генерала Ярузельского, подавшего в отставку после достижения соглашения с оппозицией о проведении демократических выборов. Так же он добавил, что:

Причина белорусских экономических трудностей и политической изоляции — в системе «луканомики» в экономике и политической сфере. Поэтому я считаю, что тема для дискуссии с господином Лукашенко — это переход Белоруссии к демократии и его уход из власти.

## Противодействие властей организаторам акции «Революция через социальные сети»
В начале июля в квартирах брестских администраторов группы «Революция через социальные сети» «ВКонтакте» Евгения Скребца и Сергея Алексиевича прошли обыски под странным предлогом. В качестве юридического основания для обыска милиция и сотрудники в штатском предъявляли постановление об обыске по уголовному делу о так называемом поджоге Дома правосудия 15 мая в Минске. В обеих квартирах администраторов изъяли компьютеры, электронные носители информации, бумаги и визитные карточки. Ещё накануне акции 3 июля сотрудники милиции заблокировали в квартире Евгения Скребца. Около его подъезда дежурили две машины с сотрудниками милиции.
Подобным образом пытались блокировать шестнадцатилетнего Сергея Алексиевича, однако тому удалось убежать, но его задержали в тот же день на площади Ленина. Попытку задержания Сергея Алексиевича 6 июля во время очередной молчаливой акции, проводимой в Бресте, засняли на видео, которое разошлось по многим ресурсам в интернете. На данной видеозаписи видно, как прохожие отбивают от сотрудников в штатском парня, который просто прогуливается по улице. Во время данного конфликта неизвестный человек сорвал журналистский бэдж с корреспондента «Брестской газеты» Станислава Коршунова и угрожал разбить голову молодому человеку, который снимал события на камеру. Руководитель правозащитного центра «Вясна» Алесь Беляцкий, считает, что это — неприкрытое политическое преследование.
Руководство Белорусского радио внесло песню Виктора Цоя «Перемен!» в список запрещённых к воспроизведению (трансляции) песен. Ещё ранее власти «не рекомендовали» радиостанциям ставить в эфир белорусские группы, поддерживающие выступления против Лукашенко 19 декабря 2010 года — «Ляпис Трубецкой», «NRM», «Крамбамбуля», «Крама», а также российские коллективы «ДДТ», «Тараканы!».
Свобода собраний, митингов, уличных шествий,
демонстраций и пикетирования, не нарушающих
правопорядок и права других граждан Республики Беларусь,
гарантируется государством. Порядок проведения
указанных мероприятий определяется законом.
29 июля Совет министров внёс на рассмотрение в белорусский парламент законопроект «О внесении изменений и дополнений в закон Республики Беларусь „О массовых мероприятиях в Республике Беларусь“», предусматривающий ответственность за несанкционированное «массовое организованное бездействие». Согласно данному документу, когда планируется «совместное массовое присутствие граждан в заранее определённом общественном месте (в том числе под открытым небом) и установленное время для совершения заранее определённого действия или бездействия» нужно получать разрешение городских властей на проведение акции. Как уточняется, белорусские власти должны санкционировать «бездействие, организованное, в том числе через глобальную интернет или иные информационные сети». В данном законопроекте закреплено право милиционеров и сотрудников спецслужб «производить фотосъёмку, аудио- и видеозапись участников массовых мероприятий, осуществлять пропускной режим». Также сотрудники органов внутренних дел получают право проводить личный досмотр граждан и их вещей. Юристы в вопросе по принятому законопроекту (направленному на борьбу с акциями «молчаливого протеста», проходящими в Беларуси по средам), замечают, что в случае принятия документа в Беларуси можно наказать будет даже за стояние в очереди.
Данный законопроект относится в том числе к пикетированию, на которое необходимо получать разрешение городских властей, «совместное массовое присутствие граждан в заранее определённом общественном месте (в том числе под открытым небом) и в установленное время для совершения заранее определённого действия или бездействия, организованное в том числе через глобальную компьютерную сеть интернет или иные информационные сети для публичного выражения своих общественно-политических настроений или протеста». За подобные бездействия предусматривается административное наказание, такое же, как за пикет, — штраф в сумме нескольких так называемых базовых величин (в пересчёте максимальный размер штрафа может быть около $250) или административный арест от 5 до 15 суток.
13, 20 и 27 июля незадолго до начала акций протеста в стране блокировался доступ к vkontakte.ru. В Twitter неизвестные заполняют информационным мусором хэштеги, относящиеся к РЧСС.

## Условия заключения задержанных и правовые нарушения по отношению к задержанным
Елена Лиховид (мать политзаключённого Никиты Лиховида), которая была задержана во время акции молчаливого протеста в Минске, рассказала корреспонденту газеты «Народная воля» о своём пребывании в неволе. Комментируя действия в суде, она отметила, что законные права обвиняемого нарушаются на каждом шагу. Суд на ней состоялся в суде Центрального района столицы. Ещё до начала судебного процесса она требовала встречи наедине со своим адвокатом Дарьей Липкиной, в чём ей безосновательно отказали. В ходе судебного процесса адвокат потребовала о конфиденциальном разговоре со своей подзащитной, в чём суд отказал. Только после того, как Дарья Липкина попросила внести этот отказ в протокол судебного заседания, суд разрешил нам поговорить наедине в отдельной комнате на три минуты. Кроме того, Елене Лиховид отказали в том, чтобы на суде присутствовали близкие и родные. Сотрудники милиции, которые выступали в суде, говорили, что они знают обвиняемую, видели и задерживали её на улице Ленина, указав, что хлопала в ладоши и топала ногами, чем препятствовала движению пешеходов. Хотя, по словам самой Елены Лиховид, эти сотрудники не имели никакого отношения к её задержанию, и её задерживали совсем другие люди. Для вынесения приговора судья Войцехович даже не вышла в совещательную комнату, что даёт основания полагать, что решение было известно ещё до начала «разбирательства». Приговор был оглашён на месте — 10 суток.
Елена Лиховид была отправлена отбывать наказание в тюрьму на Окрестина. Помещена в камеру, где вместе с ней находилось шесть человек — все участники акции. Позже посадили ещё двух женщин, попавших за решётку за бытовые правонарушения. В камере находились спальные места, умывальник и туалет. Спальных мест всем не хватало, и одному человеку приходилось спать на бетонном полу. Кормили трижды в день — утром овсяная каша (либо сильно пересоленная, либо не солёная вообще). На обед — суп, который больше напоминал воду, в которой плавает парочка капустных кусочков или несколько горошинок. На второе — каша — перловая или рисовая с подобием хлебной котлеты. На ужин — чай, который сильно пах содой. Заключённым было запрещено передавать еду с воли — только воду и соки. Трое последних суток своего ареста Елена Лиховид провела в карцере спецприемника-распределителя на Окрестина, в камере-одиночке, в которую её перевели без всяких объяснений. За все 10 дней заключения под стражей заключённых ни разу не выводили на прогулки, хотя ежедневные прогулки для заключённых предусмотрены законом, и сама Лиховид настаивала на этом, как и на других установленных законом правилах спецприемника-распределителя. Также она ежедневно требовала, чтобы, согласно внутреннему распорядку учреждения, регулярно проветривались камеры, что должно происходить не менее 14 раз в сутки, в то время как проветривание иногда осуществлялось лишь 2 раза в день.
После своего заключения Елена Лиховид сказала:

Я стала сильнее. Если те, кто отправил меня «на сутки», думают меня этим сломать, то ничего у них не получится. Наоборот, после отсидки я поняла, что эта система установила во мне такой сильный моральный стержень, сломать который будет очень и очень непросто. Мне уже не страшно. Те, кто работает в этой карательной системе, не понимают одного: их тюрьма воспитывает в человеке волю. И делает человека более сильным. И у меня уже просто нет права опускать руки, нужно бороться, чтобы хоть что-то в стране изменилось к лучшему …

Константин Мыслитский в одном из своих комментариев «ВКонтакте», рассказал, что когда его забирали, он видел, как одна бабушка получила от сотрудника сильный удар в грудь, после чего её из РУВД увезла скорая. В камере, в которую поместили самого Мыслитского, сидел также один из участников акции молчаливого протеста, который был жестоко избит сотрудниками милиции. В суде над ним была озвучена версия, что он сам стал на колени и бился головой об бордюр, и именно эта версия и была поддержана судьёй. Так же константин Мыслитский указывает, что заявления потерпевших просто игнорируются — «Вы мол, сами себе эти травмы нанесли».
15 июня во время акции молчаливого протеста в Минске сотрудниками спецназа и УВД Центрального района был задержан Сергей Андросенко. Во время задержания он был избит спецназовцем в автобусе. Повторно его избили в Центральном РУВД, куда доставили вместе с другими задержанными участниками акции. Во время его избиения в кабинете находилось не менее шести сотрудников милиции, которые наблюдали за происходящим. Андросенко угрожали составлением протокола о том, что он якобы был пьян и ругался матом. На следующий день после двойного избиения Сергей Андросенко обратился с заявлением в прокуратуру о возбуждении уголовного дела, к которому было приложено видео и фото. Также в заявлении было указано и на наличие свидетеля произошедшего избиения. Однако прокуратура Центрального района Минска не усмотрела в избиении Сергея Андросенко общественно опасного деяния и отказала в возбуждении уголовного дела.

## Продолжение акций протеста после перерыва
Первая акция прошла 21 сентября, последняя 12 октября 2011 года.

### 21 сентября

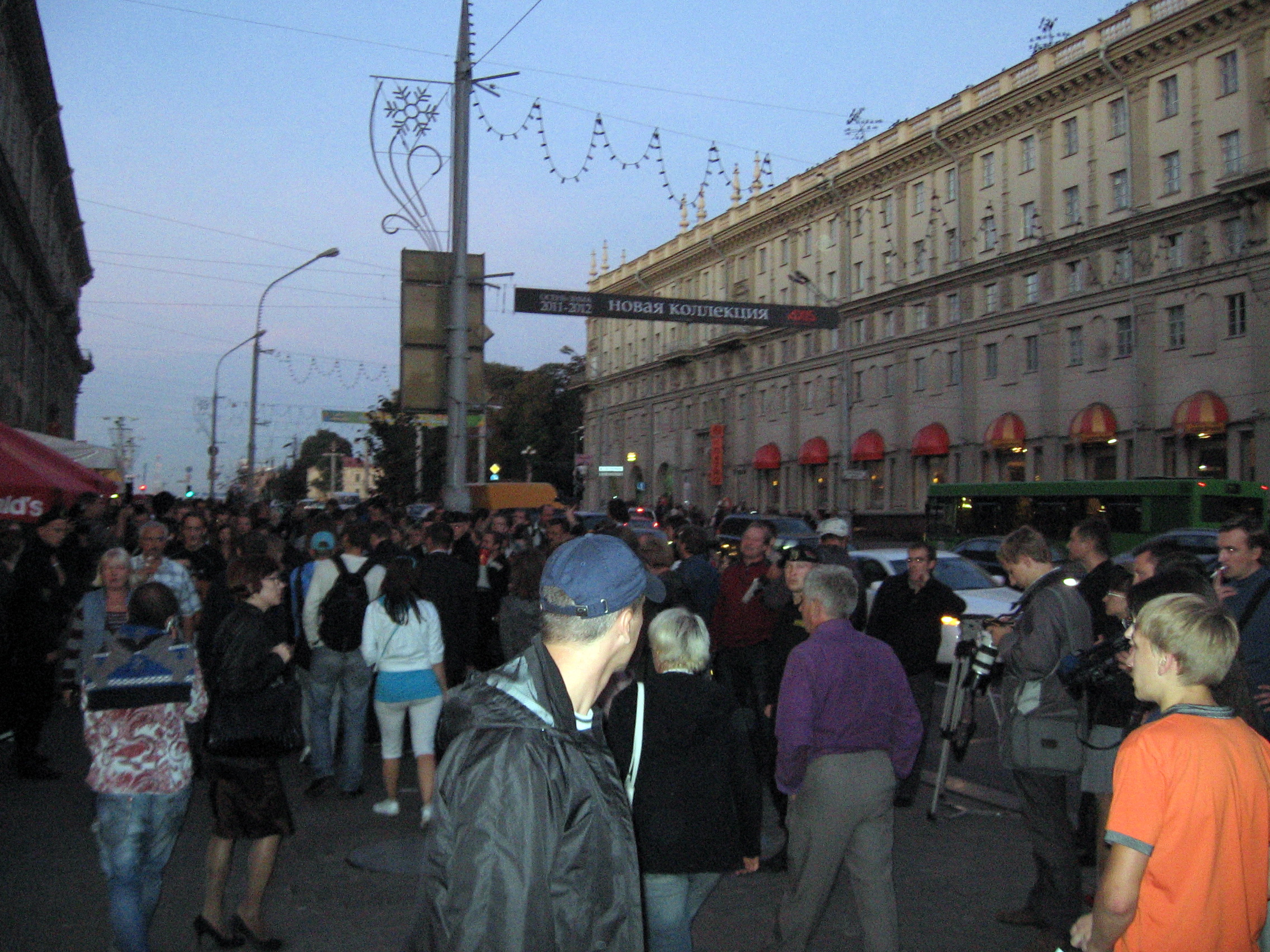
Середина акции. Минск, возле кафе Макдоналдс, пр. Независимости 23 (по бокам журналисты и милиция)

Проводимая в Минске акция состоялась на проспекте Независимости на отрезке от гостиницы «Минск» до площади Октябрьская (вход в метро) по правой стороне проспекта (сторона ГУМа, Макдональдса) c 19:00 до 20:00. За акцией следили послы государств ЕС. Посол ЕС в Беларуси Майра Мора в этот день на пресс-конференции в Минске заявила, что за действиями властей в ходе данной акции протеста будет внимательно наблюдать Европейский союз. Она подчеркнула: «Это будет очень важно видеть, что случится сегодня. Мы наблюдаем за всем, что происходит в Беларуси. Но это будет показательно».
Впервые организаторы выдвинули 10 требований к властям. Они начинаются с экономических требований, а заканчиваются политическими и культурными. Общим лозунгом акции 21 сентября стало: «Хватит терпеть! — рост цен, девальвацию, беспредел милиции, государственную пропаганду и обещания власти». Уже в 17.30 была заблокирована социальная сеть «Вконтакте». На запланированном для акции участке присутствовало большое скопление сотрудников в штатском и спецназа, а на Октябрьской площади находился замначальника ГУВД Мингорисполкома Игорь Евсеев. Возле «Макдоналдса» присутствовало много сотрудников милиции и журналистов. Почти через каждые 10—20 метров стояли сотрудники ГУВД Мингорисполкома и КГБ с видеокамерами. Участники акции себя почти никак не проявляли, как только люди начинали хлопать — к ним подходили сотрудники милиции и угрожали задержаниями. Лишь примерно в 19:40 группа людей (около 100 человек), собравшихся у «Макдоналдса», стала активно хлопать в ладоши и скандировать лозунг «Перемен!». Проезжающие мимо автомобили поддерживали, сигналя. Когда стало хлопать большое количество людей — милиционеры отошли. Одна из женщин выкрикнула лозунг белорусской оппозиции «Жыве Беларусь!» и её поддержало несколько человек. Задержаний не происходило. Точное количество участников утверждать невозможно, так как местом акции был избран всегда многолюдный участок проспекта Независимости. В Бобруйске на акцию пришли около 30 человек, в Солигорске — около 10, в Бресте — около 50, в Могилёве — около 50. Во время акции в Слуцке были задержаны 3 человека (из всего около 10 участников.
Наибольшее количество участников после Минска вышло в Гомеле (в котором, в отличие от других городов, акции не прекращались) — около 100 человек. Периодически участники акции хлопали в ладоши, один из автомобилей несколько раз проехал мимо площади с песней Виктора Цоя «Перемен». Гомельская акция прошла без задержаний, однако перед её началом возле своего дома на улице Книжной был задержан активист оппозиции Константин Жуковский. Во время задержания Жуковский был избит спецназовцами, во время чего Жуковскому сломали ногу. Первоначально его отвезли в Железнодорожный отдел, где допрашивали, почему его телефон обозначен в приглашениях на «Народный сход», который в Гомеле состоится 8 октября возле ДК «Випра» на улице Юбилейной. После его перевезли в Центральный райотдел милиции для составления административного протокола. И только через 5 часов его отвезли в больницу скорой помощи, затем к нейрохирургу в областную больницу, затем — в изолятор. На суде активист ходатайствовал вызвать врача, жалуясь, что болят нога, голова, шея и руки, что ногу врачи перед этим даже не осматривали. Однако ходатайство не было удовлетворено, и в перерывах между заседаниями суда Константина Жуковского к врачам также не возили. 22 сентября суд Центрального района Гомеля Марина Домненко наказала Константина Жуковского 15-ю сутками ареста: 7 — за якобы нецензурную брань во время ареста, 8 — за якобы сопротивление милиции.

### 28 сентября
В Минске акцию запланировали провести после футбольного матча «БАТЭ» — «Барселона», после 23:50 (ориентировочно с 00:00 до 01:00), пройдясь от стадиона «Динамо», на которой состоялся матч, до Октябрьской площади, аплодируя по дороге, и на самой площади. Однако на этот раз акция, назначенная на столь позднее время, почти не состоялась по причине её малочисленности. В регионах Беларуси акции протеста в этот день, назначенные на 19:00, также были малочисленны и прошли без задержаний.

### 12 октября
Акция прошла только в Гомеле. Акция прошла с 19:00 до 19:30, и была немногочисленна.

## Акции после прекращения активной деятельности
Помимо еженедельника РЧСС, активисты организации время от времени проводили отдельные локальные акции. Так, 23 марта 2012 года в минском торговом центре «Столица» (пл. Независимости) молодёжные активисты «Молодого фронта» и кампании «Революция через социальную сеть» провели акцию, приуроченную к «Дню Воли». Молодые люди (Анастасия Шулейко и Михаил Костко) запустили под купол торгового центра бело-красно-белый флаг. Молодые люди позже были задержаны (в районе кафе «Союз-онлайн», которое находится в здании Дома офицеров, рядом с Октябрьской площадью) и осуждены в тот же день в суде Московского района Минска.
24 апреля 2012 года активисты кампании прикрепили к автобусу № 100 центрального минского городского маршрута № 100 плакат «Игнор Выборам 2012», в рамках кампании «Игнор 2012». Автобус проехал так весь свой маршрут.

## Еженедельник РЧСС
Акции молчаливого протеста, как и в предыдущий раз, угасают. Администраторы-руководители акций изменяют тактику работы, начиная её более агитационной. В конце октября выходит первый выпуск организации — «Еженедельник РЧСС», планируемый выходить в каждые выходные, предназначенный для самостоятельной печати и распространения самими участниками группы.

## Последствия для властей за «запрет аплодировать на публике»
13 сентября 2013 года белорусский президент Александр Лукашенко стал лауреатом Шнобелевской премии мира 2013 года. Премия ему была присуждена за «запрет аплодировать на публике». Вместе с ним премию разделила белорусская милиция за «арест за аплодисменты однорукого человека», произошедший 6 июля в Гродно. Однако организаторы церемонии вручения премии так и не смогли выйти на контакт с политиком и лично пригласить его получить награду.